# Darby, Pennsylvania
Darby är en ort i Delaware County i delstaten Pennsylvania, USA.